# Stanislas Henri Verjus
Stanislas Henri Verjus MSC (ur. 26 maja 1860 w Oleggio, zm. 13 listopada 1892 w Oleggio) – włoski duchowny rzymskokatolicki, misjonarz Najświętszego Serca Jezusowego, biskup, wikariusz apostolski Nowej Brytanii i koadiutor wikariusza apostolskiego Nowej Gwinei, Czcigodny Sługa Boży Kościoła katolickiego.

## Biografia
Stanislas Henri Verjus urodził się 26 maja 1860 w Oleggio w Królestwie Sardynii jako syn sabaudzkiego żołnierza Philippe Verjusa i jego żony Laury. Był żarliwie pobożny. W 1872 zapisał się do szkoły misjonarzy Najświętszego Serca Jezusowego w Chezal-Benoît, gdzie podejmował praktyki umartwiana, w tym samobiczowanie, co nie podobało się jego przełożonym, którzy zagrozili mu wydaleniem ze szkoły. W 1878 złożył pierwsze śluby zakonne, a w 1881 śluby wieczyste na wygnaniu w Barcelonie (antyklerykalny rząd francuski wydalił jego zgromadzenie z kraju). 1 listopada 1883 w Rzymie otrzymał święcenia prezbiteriatu i został kapłanem misjonarzy Najświętszego Serca Jezusowego. Następnie wyjechał na misje na Nową Gwineę. Oprócz pracy duszpasterskiej prowadził również badania geograficzne.
10 maja 1889 papież Leon XIII mianował go wikariuszem apostolskim Nowej Brytanii oraz biskupem tytularnym Limyry. 22 września 1889 w chacie na wyspie Yule przyjął sakrę biskupią z rąk wikariusza apostolskiego Nowej Gwinei abpa Louisa-André Navarre MSC.
Już po kilku miesiącach, 28 grudnia 1889, na prośbę własną i abp Navarre został przeniesiony na stanowisko koadiutora wikariusza apostolskiego Nowej Gwinei. Abp Navarre uważał go za swojego najlepszego misjonarza. Bp Verjus godził walczące ze sobą plemiona. Współpracował również z protestanckimi nauczycielami oraz z administratorem Nowej Gwinei Brytyjskiej Williamem MacGregorem, który chwalił jego metody.
W kwietniu 1892 z powodu złego stanu zdrowia powrócił do Europy. W październiku uzyskał audiencję u Leona XIII, któremu ofiarował prezenty od nawróconych wodzów papuskich m.in. tiarę z piór rajskiego ptaka oraz książki w języku roro.
Zmarł 13 listopada 1892 w rodzinnym Oleggio na zapalenie płuc.
3 marca 2016 roku papież Franciszek podpisał dekret o heroiczności jego cnót i odtąd przysługuje mu tytuł Czcigodny.